# Archiwista (serial telewizyjny 2020)
Archiwista – polski serial kryminalny w reżyserii Macieja Żaka i Roberta Wichrowskiego, produkowany na zlecenie Telewizji Polskiej, nadawany w latach 2020 i 2023.

## Fabuła
Henryk Mikos jest emerytowanym pracownikiem archiwum obdarzonym niezwykłą inteligencją i pamięcią, który stara się rozwiązać niewyjaśnione sprawy kryminalne sprzed lat. Partneruje mu pełna energii, młoda policjantka Zuza, która po tym jak przypadkiem trafiła do archiwum, angażuje się w śledztwa prowadzone przez Mikosa. Do współpracy wciągają też policjanta, który podkochuje się w Zuzi.

## Obsada
Obsadę pierwszej serii serialu tworzyli:
- Henryk Talar jako Henryk Mikos,
- Paulina Gałązka jako Zuzanna Wasiluk,
- Mirosław Zbrojewicz jako Ryszard Żelazny,
- Mateusz Kmiecik jako Tomasz Stachura,
- Rafał Mohr jako Mirosław Strączek,
- Maria Gładkowska jako Iza Konopka,
- Sylwia Juszczak-Krawczyk jako Barbara Banaszak,
- Beata Fido jako Małgorzata Sawicka,
- Angelika Kurowska jako Julia Dąbrowa,
- Rafał Pyka jako Boguś Wasiluk,
- Tomasz Błasiak jako Leon Świder,
- Kamil Ruszecki jako Hubert Kazubek,
- Katarzyna Cygler jako Kamila Skorek.

W drugiej serii dołączyli Artur Żmijewski, Małgorzata Pieczyńska, Anna Kraszewska i Józef Pawłowski, odeszła zaś Paulina Gałązka.

## Emisja serialu
Pierwsza seria serialu, składająca się z 13 odcinków, ukazywała się na antenie TVP1 od 10 stycznia do 3 kwietnia 2020 roku w tygodniowych odstępach (w piątki o 21.30, z wyjątkiem odcinków 7–10, które nadawano o 20.35). Kolejne odcinki były ponadto udostępniane w serwisie TVP VOD. W czerwcu 2021 roku produkcja pojawiła się w bazie Netfliksa.
W przypadku drugiej serii serialu zapadła decyzja o jej dystrybucji w modelu digital first i w pierwszej kolejności dołączeniu do oferty TVP VOD, gdzie trafiła w lutym 2023 roku. W drugiej kolejności serial pokazywano na antenie TVP1 – jesienią 2023 roku.

## Oglądalność w telewizji linearnej
Pierwszą emisję pierwszego odcinka serialu na antenie TVP1 obejrzało 1,78 mln widzów. Średnia oglądalność pierwszych dziesięciu odcinków produkcji wyniosła 1,33 mln osób.
Średnia widownia telewizyjnej emisji drugiej serii wyniosła 758 tys. osób.